# Ismail Paxá
Ismāʽīl Paxá, conhecido como Ismail, o Magnífico (em turco: Ismail Paşa; Cairo, 31 de dezembro de 1831 – Istambul, 2 de março de 1895)(em árabe: إسماعيل باشا) foi uale (wāli) e, posteriormente, quediva do Egito e do Sudão, de 1863 até ser removido do cargo, por ordem dos britânicos em 1879. Enquanto esteve no poder foi responsável por uma grande modernização do Egito e do Sudão, porém deixou os países com grandes dívidas. Sua filosofia foi expressa numa declaração feita em 1879: "Meu país não mais está na África; agora fazemos parte da Europa. É, portanto, natural para nós que abandonemos nossos costumes antigos e adotemos um sistema novo adaptado às nossas condições sociais."
Depois de uma formação acadêmica em Paris e missões diplomáticas em outras partes da Europa, Ismail foi designado vice-rei e participou ativamente da construção do Canal de Suez (1859-1869).